# Мелиса
Мелиса (итал. Melissa) је насеље у Италији у округу Кротоне, региону Калабрија.
Према процени из 2011. у насељу је живело 1334 становника. Насеље се налази на надморској висини од 97 м.

## Становништво
Према резултатима пописа становништва 2011. у општини је живело 3.529 становника.
| 1951. | 1961. | 1971. | 1981. | 1991. | 2001. | 2011. |
| ----- | ----- | ----- | ----- | ----- | ----- | ----- |
| 3.430 | 3.617 | 3.675 | 4.286 | 4.683 | 3.245 | 3.529 |

## Партнерски градови
- Gattatico